# Крајпуташ на Турском брду у Велеречи
Крајпуташ на Турском брду у Велеречи (Општина Горњи Милановац) налази се на шумском путу ка Љутовници. Крајпуташ је у облику латинског крста, са декоративно обрађеном предњом страном.
По стилским особинама, споменик припада првој половини 19. века. Томислав М. Јовановић у књизи Велереч и Велеречани наводи да је на споменику некада био читљив натпис „раб божји Дамљан”, што се односи на Дамљана Радовановића (Макљеновића) који је рођен 1804. године, а умро између 1825. и 1832. године.

## Опис споменика
Масиван крсташ од сивог камена, висине 140 cm, ширине 62 cm и дебљине 27 cm. Горњи део крста је оштећен. Споменик је нагнут под углом од 45 степени.
Са предње стране споменика урезан је једноставан крст који прати форму споменика. Спољна линија крста делом је назубљена. Осим централног, на споменику је уклесано још неколико крстова: на бочним крацима грчки крстови димензија 13х13 cm, а у подножју предње стране удубљеним пољима још два, облика малтешког крста са постољем, димензија 15х10cm.
На споменику нема читљивих натписа.